# Süleoğlu (district)
Süleoğlu is een Turks district in de provincie Edirne en telt 9.474 inwoners (2007). Het district heeft een oppervlakte van 352,2 km².
De bevolkingsontwikkeling van het district is weergegeven in onderstaande tabel.
| 1997   | 2000   | 2007  |
| ------ | ------ | ----- |
| 11.426 | 11.927 | 9.474 |

## Toerisme
Sinds 2009 is Süloğlu onderdeel van langeafstandswandelpad de Sultans Trail. Een sectie van de IJzeren Gordijn-fietspad is ook gepland om door Süloğlu te gaan.